# Sjögren-Gletscher
Der Sjögren-Gletscher ist ein rund 24 km langer Gletscher im Grahamland auf der Antarktischen Halbinsel. Er fließt im südlichen Teil der Trinity-Halbinsel vom Detroit-Plateau in südöstlicher Richtung zur Südseite des Mount Wild, wo er in den Prinz-Gustav-Kanal mündet. Ursprünglich geschah letzteres gemäß den von 1960 bis 1961 durchgeführten Vermessungen durch den Falkland Islands Dependencies Survey in Form einer aufschwimmenden Gletscherzunge, die nach einer Bestandsaufnahme durch den British Antarctic Survey im Februar 1994 nicht mehr existent ist.
Teilnehmer der Schwedischen Antarktisexpedition (1901–1903) unter der Leitung Otto Nordenskjölds entdeckten ihn. Nordenskjöld benannte ihn in der Annahme, es handele sich um einen Fjord, als Hj. Sjögren Fiord nach dem schwedischen Geologen Hjalmar Sjögren (1856–1922) von der Universität Uppsala, einem Unterstützer der Forschungsreise. Die eigentliche Natur des Objekts deckte der Falkland Islands Dependencies Survey im Jahr 1945 auf.